# جائزة بريطانيا الكبرى للدراجات النارية 1999
جائزة بريطانيا الكبرى للدراجات النارية 1999 هو سباق دراجات نارية أقيم بتاريخ 4 يوليو 1999 في دونينجتون بارك. كان الجولة الثامنة من أصل 16 في سباق الجائزة الكبرى للدراجات النارية موسم 1999. فاز الإسباني أليكس كريفيل بسباق فئة 500 سي سي وجاء ثانيا الياباني تادايوكي أوكادا وثالثا الياباني تيتسويا هارادا.

## وصلات خارجية
- الموقع الرسمي